# Quibdó
Quibdó je hlavní město kolumbijského departementu Chocó. Nachází na břehu řeky Atrato v regionu, který ze značné míry ještě pokrývají tropické deštné lesy a kde se nachází několik indiánských rezervací a chráněných území. Zároveň se jedná o oblast s vysokým ročním srážkovým úhrnem – až 8000 mm/rok (vzhledem k poloze města pod úpatím And a vzhledem k výskytu intertropické zóny konvergence).
Většina zdejšího obyvatelstva jsou černoši a mulati, což vychází z otrokářské historie nejen departementu Chocó, ale i celé Kolumbie.

## Fotogalerie

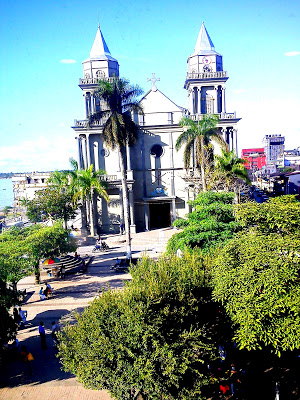
zdejší katedrála
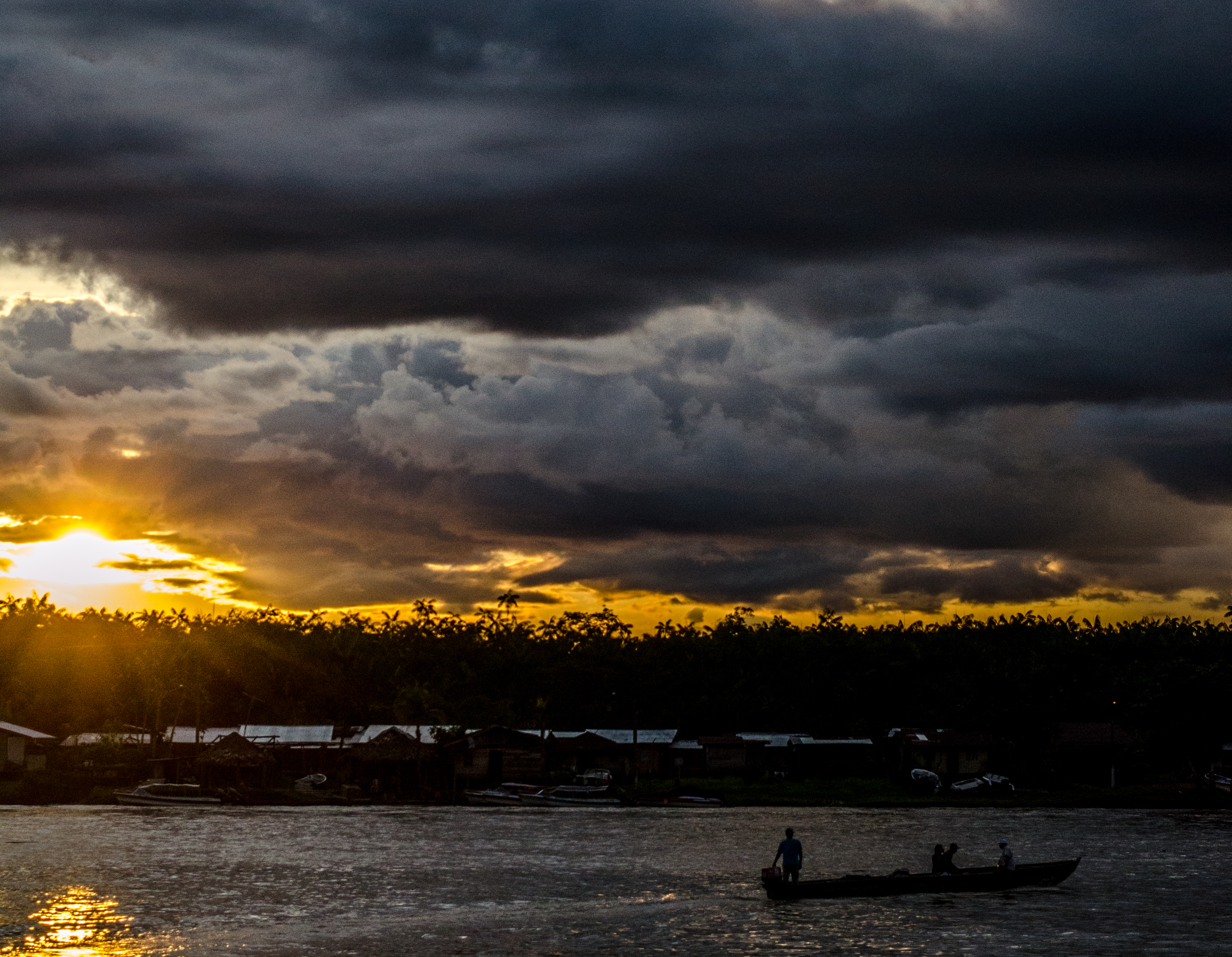
řeka Atrato protékající městem